# Hugo Lloris
Hugo Lloris (Niça, 26 de desembre de 1986), és un futbolista professional francès d'ascendència catalana que juga com a porter tant al Los Angeles de la Major League Soccer com a la selecció francesa de futbol.

## Carrera esportiva
Lloris va començar la seva carrera futbolística en les categories inferiors d'un equip de la seva ciutat natal, l'Ogc Niça. El 18 de març de 2006 debuta amb el primer equip contra el Stade Rennais Football Club i ho fa amb victòria (1-0). Aquell mateix any juga uns altres tres partits i arriba a la final de la Copa de la Lliga de França amb el seu equip, encara que el trofeu finalment el va guanyar l'AS Nancy. A l'any següent aconsegueix la titularitat a la porteria.
El 2008 fitxa pel l'Olympique de Lió, equip que va pagar 8,5 milions d'euros per aconseguir els seus serveis.
El 13 de maig de 2014, l'entrenador de la selecció francesa Didier Deschamps el va incloure a la llista final de 23 jugadors que representaran França a la Copa del Món de Futbol de 2014.
Va ser titular a la final de la Lliga de Nacions de la UEFA 2021 que França va guanyar contra Espanya per 1-2.

## Palmarès
Olympique de Lió
- 1 Copa francesa: 2011-12
- 1 Supercopa francesa: 2012

Los Angeles FC
- 1 US Open Cup: 2024

Selecció francesa
- 1 Copa del Món: 2018
- 1 Lliga de les Nacions de la UEFA: 2020-21
- 1 Campionat d'Europa sub-19: 2005

## Cultura popular
Va aparèixer a la pel·lícula 30 jours max interpretant el paper d'ell mateix.